# Французька Гвіана
Гвіа́на (фр. Guyane, МФА: [gɥiˈjan] Ґвія́н, гв. креол. Gwiyann або Lagwiyann, часто — Францу́зька Гвіа́на, фр. Guyane française) — найбільший заморський департамент Франції, розташований на північному сході Південної Америки. Адміністративний центр — місто Каєнна. Межує на заході з Суринамом, на півдні та сході з Бразилією, на півночі й північному сході омивається Атлантичним океаном.
Гвіана — найменша політична структура Південної Америки (Суринам — найменша незалежна країна). Її площа становить 83,534 км², а населення 217 тис. осіб. На території департаменту розташований космодром Європейського космічного агентства — «Куру».

## Офіційна назва
Офіційна назва — Гвіана (Guyane, МФА: [gɥiˈjan] Ґвія́н), уточнення «Французька» походить з колоніальних часів, коли по сусідству існувало п'ять різних колоній під назвою «Гвіана»: окрім Французької Гвіани ще існували Британська Гвіана (нині Гаяна), Голландська Гвіана (нині Суринам), Португальська Гвіана (нині бразильський штат Амапа) та Іспанська Гвіана (нині Венесуельська Гаяна).

## Історія
Ще задовго до того, як Гвіана була відкрита іспанцями, на її території проживали корінні жителі цих місць.
Перші іспанці досягли Гвіани в 1499 році, проте ця територія їх не зацікавила. В 1604 році у Гвіані оселились перші французькі колоністи. В XVII—XVIII голландці та англійці неодноразово намагались заволодіти цією територією. Остаточно панування Франції над Гвіаною утвердилось в 1817 році. Першим губернатором (командантом) став Клод Карра Сен-Сір.
З кінця XVII століття французи розвивають у Гвіані плантаційне господарство. Оскільки місцеве індіанське населення відмовлялось працювати на плантаціях, то французи почали завозити чорношкірих рабів з Африки.
У середині XIX століття в історії Французької Гвіани відбулись три важливі події: скасування рабства (в 1848 році), перетворення території на місце каторги (з 1852 року) та відкриття значних запасів золота (в 1855 році).
Скасування рабства призвело до гострої нестачі робочої сили в плантаційному господарстві, що змусило владу Франції вдатися до політики заохочення імміграції. У другій половині XIX і на початку XX століть населення колонії збільшувалася здебільшого за рахунок імміграції креолів із французьких Антильських островів і завербованих для роботи на плантаціях індійців і китайців.
Відкриття у Французькій Гвіані родовищ золота привабило туди тисячі людей. У розпал «золотої лихоманки» в джунглях Французької Гвіани працювало до 40 000 старателів, більшість із яких загинула від хвороб, змій, диких звірів та інших труднощів.
Згідно з урядовим декретом з 1852 року Французька Гвіана стала місцем заслання. Першими засланцями були учасники Французької революції 1848 року. Усього з 1852 по 1939 рік було заслано близько 70 000 осіб. Після Другої світової війни Французька Гвіана перестала бути місцем заслання.
Одночасно із золотою лихоманкою вибухнули територіальні суперечки Франції з Нідерландами (Франко-нідерландська територіальна суперечка у Гвіані) і Бразилією (Франко-бразильська територіальна суперечка). Деякий час на спірних територіях в обстановці безвладдя та анархії існувала і самопроголошена республіка Кунані.
У 1930—1946 роках внутрішні регіони Гвіани були виділені в окрему колонію — Ініні.
З 19 березня 1946 року Французька Гвіана стала заморським департаментом Франції.
У 1964 році Гвіана, завдяки близькості до екватора, була обрана Францією як місце будівництва космічного стартового комплексу. Для його охорони там розміщений 3-й піхотний полк Французького іноземного легіону. Зараз цей космодром є частиною Європейського космічного агентства та з нього проводяться запуски ракет Аріан-4 та Аріан-5.
У 1970—1980-х роках популярності набував рух за розширення автономії від Франції, проте згодом цей рух стих.

## Географія

Географічна мапа Гвіани

Локація
Французька Гвіана
Суринам

Узбережжя Гвіани — низовинне й болотисте, тягнеться смугою шириною приблизно 20 км вздовж усього берега Атлантичного океану, займаючи близько 6 % площі території. Уся інша частина Гвіани — лісисте плоскогір'я, з висотами, що досягають 850 м.
Клімат субекваторіальний, з майже постійними температурами, від 25 до 28 градусів. Кількість опадів становить 2500—4000 мм на рік.

## Політичний устрій
Французький президент призначає префекта, який здійснює управління департаментом.
Жителі Гвіани обирають двох депутатів Національних зборів — парламенту Франції і одного сенатора.
На місцевому рівні управління — Генеральна рада (19 членів) і Регіональна рада (34 члени), які обираються населенням Гвіани. Основні політичні партії: Гвіанська соціалістична партія (PCG), заснована в 1956, лідер — М. К. Вердау; Гвіанські демократичні сили (FDG), заснована в 1989, лідер — Ж. Отілі; Гвіанська демократична дія (ADG), лідер — А. Леканте; Об'єднання на підтримку республіки (RPR), місцеві відділення; Союз політичних партій Франції за французьку демократію (UDF).
Будучи частиною Франції, Гвіана є найбільшою частиною Європейського Союзу, розташованою поза межами Європи не на острові.

## Адміністративний поділ

Адміністративно-територіальний поділ Гвіани

Гвіана поділена на 22 комуни.
| Назва                | Французька назва           | Код INSEE | Поштовий індекс | Населення | Рік  | Площа    |
| -------------------- | -------------------------- | --------- | --------------- | --------- | ---- | -------- |
| Авала-Ялімапо        | Awala-Yalimapo             | 97361     | 97319           | 1251      | 2007 | 187,4    |
| Апату                | Apatou                     | 97360     | 97317           | 6357      | 2007 | 2020     |
| Гран-Санті           | Grand-Santi                | 97357     | 97340           | 3427      | 2007 | 2123     |
| Іракубо              | Iracoubo                   | 97303     | 97350           | 1975      | 2007 | 2762     |
| Каєнна               | Cayenne                    | 97302     | 97300           | 58 004    | 2006 | 23,60    |
| Камопі               | Camopi                     | 97356     | 97330           | 1469      | 2007 | 10049,60 |
| Куру                 | Kourou                     | 97304     | 97310           | 25 688    | 2007 | 2160     |
| Макур'я              | Macouria                   | 97305     | 97355           | 8191      | 2007 | 378      |
| Мана                 | Mana                       | 97306     | 97360           | 8256      | 2007 | 6332,6   |
| Марипазула           | Maripasoula                | 97353     | 97370           | 5545      | 2007 | 18360    |
| Матурі               | Matoury                    | 97307     | 97351           | 24 893    | 2007 | 137,2    |
| Монсінері-Тоннегранд | Montsinéry-Tonnegrande     | 97313     | 97356           | 1958      | 2007 | 737,2    |
| Папаїштон            | Papaïchton                 | 97362     | 97316           | 2296      | 2007 | 2628     |
| Режина               | Régina                     | 97301     | 97390           | 826       | 2007 | 12130    |
| Ремір-Монжолі        | Rémire-Montjoly            | 97309     | 97354           | 19 237    | 2008 | 46,11    |
| Рура                 | Roura                      | 97310     | 97311           | 2823      | 2007 | 3685     |
| Саюль                | Saül                       | 97352     | 97314           | 158       | 2007 | 4475     |
| Сен-Жорж-де-л'Уаяпок | Saint-Georges-de-l'Oyapock | 97308     | 97313           | 3605      | 2007 | 2320     |
| Сен-Лоран-дю-Мароні  | Saint-Laurent-du-Maroni    | 97311     | 97320           | 34 149    | 2007 | 4830     |
| Сент-Елі             | Saint-Élie                 | 97358     | 97312           | 450       | 2007 | 5680     |
| Сіннамарі            | Sinnamary                  | 97312     | 97315           | 3110      | 2007 | 1340     |
| Уанарі               | Ouanary                    | 97314     | 97380           | 85        | 2007 | 1080     |

## Економіка та природні ресурси
Наявні запаси золота, бокситів, нафти, ніобію, танталу. Видобуваються в основному боксити, а також в невеликих кількостях — тантал та золото.
Понад 90 % території покрито лісом (в тому числі цінних порід дерев — червоне, рожеве, тикове, мускатне, мору та ін.).
Важливу економічну роль відіграє діяльність Національного центру космічних досліджень Франції, який знаходиться на Атлантичному узбережжі, в районі Куру.
Вирощується цукрова тростина, яка майже повністю йде на виробництво рому. Крім цього, культивуються банани, цитрусові, маніока, рис. Тваринництво розвинено слабо.
Ведеться промисел креветок біля узбережжя.
Основні експортні товари — золото, лісоматеріали, ром, креветки.
Валюта — Євро.

## Освіта
У Гвіані розташований Гвіанський університет, який був створений у 2014 році, в результаті розколу університету Антильських островів і Гвіани. Гвіанський університет складається з чотирьох навчально-дослідних відділів (DFR), інституту, внутрішньої школи, а також загальної служби безперервної освіти (SCFC).
Навчально-дослідні відділи:
- Право та економіка
- Мови, гуманітарні та соціальні науки
- Медицина
- Наука і технології

Інститути :
- Університетський технологічний інститут в Куру
- Гвіанський національний вищий навчальний заклад

У Гвіанському університеті навчаються 2034 студенти у двох кампусах: Гвіанський університет Pole (Troubiran кампус) в Каєнні та ІТ (Bois-Chaudat кампус) в Курі. Вища школа викладання та виховання, а також загальна служба безперервної освіти також розташовані в Сен-Лоран-дю-Мароні.

## Демографія

### Населення
| 1790 оцінка                                                  | 1839 оцінка | 1857 оцінка | 1891 оцінка | 1946 перепис | 1954 перепис | 1961 перепис | 1967 перепис | 1974 перепис | 1982 перепис | 1990 перепис | 1999 перепис | 2007 перепис | 2009 оцінка |
| ------------------------------------------------------------ | ----------- | ----------- | ----------- | ------------ | ------------ | ------------ | ------------ | ------------ | ------------ | ------------ | ------------ | ------------ | ----------- |
| 14,520                                                       | 20,940      | 25,561      | 33,500      | 25,499       | 27,863       | 33,505       | 44,392       | 55,125       | 73,022       | 114,678      | 156,790      | 213,029      | 229,000     |
| Офіційні дані з минулих переписів та оцінок населення INSEE. |             |             |             |              |              |              |              |              |              |              |              |              |             |

### Мови
Офіційною мовою є французька. Водночас поширена власна гвіанська креольська мова.